# Diga di Bärenburg
La diga di Bärenburg è una diga a gravità situata nel Canton Grigioni, in Svizzera, nei pressi di Andeer.

## Descrizione
È in calcestruzzo, il suo volume è di 55.000 metri cubi. Ha un'altezza di 64 metri e il coronamento è lungo 110 metri. Lo sfioratore ha una capacità di 460 metri cubi al secondo.
Il lago creato dalla diga, ovvero il lago di Bärenburg è lungo circa 800 metri e ha un volume massimo di 1 milione di metri cubi d'acqua.
All'interno dello sbarramento c'è una centrale idroelettrica.
Nella Centrale di Bärenburg viene utilizzata l'acqua raccolta nel lago di Sufers e restituita nel lago di Bärenburg. 
Le quattro turbine Francis, la cui potenza installata ammonta a 220 MW, sono dimensionate per un dislivello massimo di 321 metri e un quantitativo di acqua utilizzabile di 80 metri cubi al secondo.